# Ester éthylique d'huile végétale
Les esters éthyliques d'huiles végétales ou EEHV sont obtenus par une opération de transestérification avec de l'éthanol, l’huile végétale (principalement du colza ou du tournesol).

## Autres produits semblables
- EMHV